# Ojuu Tolgoi

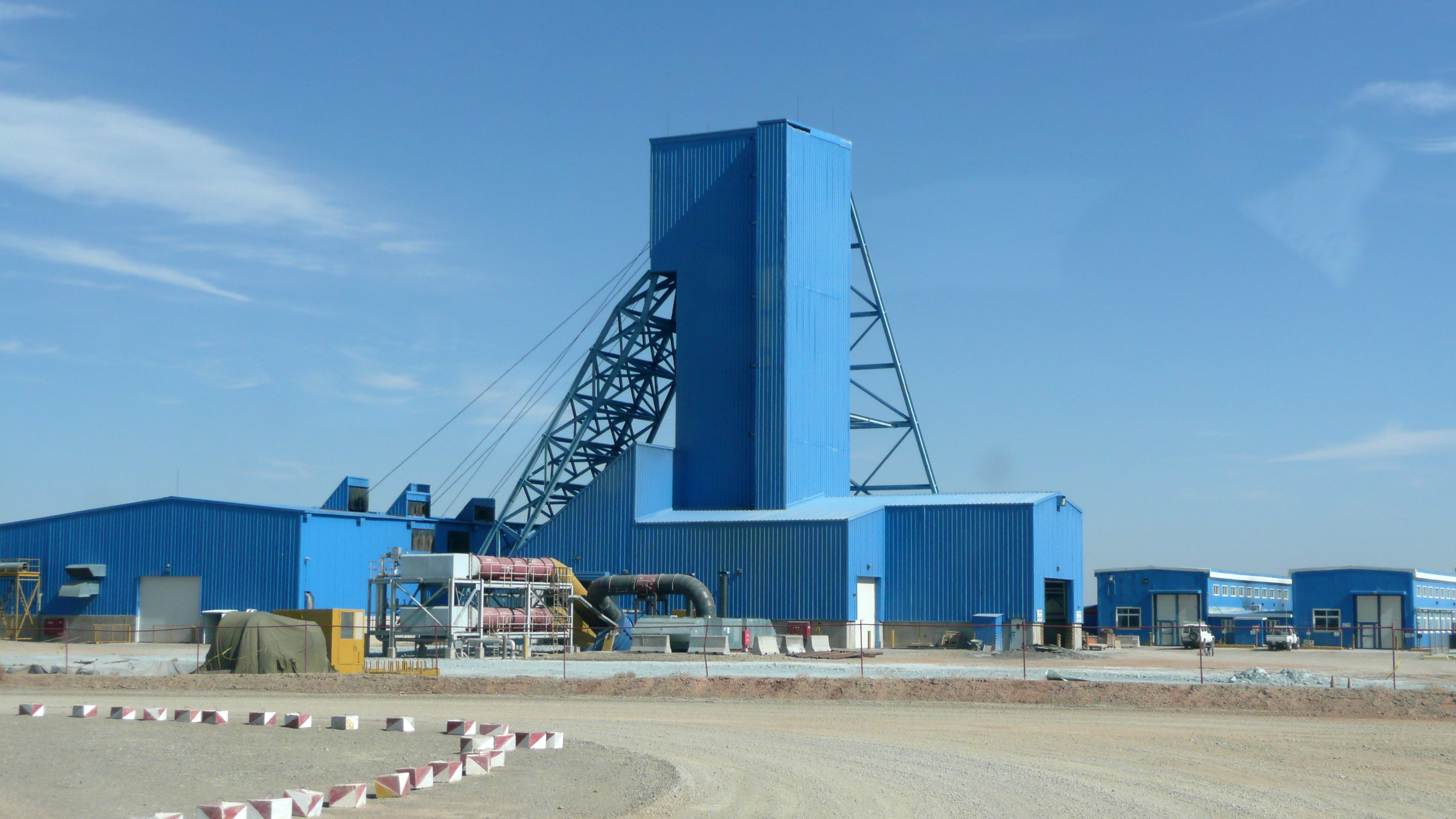
Tagesanlagen des Bergwerks

Ojuu Tolgoi (mongolisch Оюу Толгой Türkishügel) ist eine große Kupfer- und Goldlagerstätte im Süden der Mongolei, ca. 235 km östlich von Dalandsadgad, der Hauptstadt des Ömnö-Gobi-Aimags im Landkreis (Sum) Chanbogd in der südlichen Wüste Gobi.

## Geschichte
Archäologische Funde wie kleinere Schürfstellen und Schlackereste belegen, dass bereits während der Bronzezeit in Ojuu Tolgoi Kupfer gewonnen und verhüttet wurde.
In den 1980er Jahren wurde das Gebiet durch eine russisch-mongolische Gemeinschaftsexpedition geologisch untersucht. Dabei wurde eine Molybdän-Anomalie festgestellt, was auch auf Kupfervorkommen hinweist.
Im Jahr 1997 begann BHP Billiton mit einer detaillierteren Erkundung des Ojuu-Tolgoi-Gebietes. Nach geophysikalischen Erkundungen wurden im Herbst 1997 insgesamt sechs Erkundungsbohrungen mit zusammen 1100 Bohrmetern gestoßen. Aufbauend auf den Ergebnissen dieser ersten Bohrphase wurden im April 1998 weitere 13 Bohrungen (2000 Bohrmeter) abgeteuft, von denen vier fündig waren. Im Sommer des Jahres wurden in einer dritten Bohrkampagne schließlich noch vier Bohrungen (800 Bohrmeter) gestoßen, die nicht fündig wurden. Aufgrund der gemischten Ergebnisse wurde das gesamte Projekt einer Überprüfung unterzogen. 2001 wurden Bohrungen in größerem Umfang erfolgreich.

## Investitionen
Das geplante Bergwerk in Ojuu Tolgoi ging im Juli 2013 zunächst als Tagebau in Betrieb. Das Kupferkonzentrat wurde meist in China verhüttet. 2015 wurde beschlossen, ab 2016 die Lagerstätte untertage auszurichten. Dazu sind Grubenbaue mit einer Gesamtlänge von 200 Kilometern erforderlich. Aufgrund von vielfältigen Konflikten zwischen der Rio Tinto Group und der mongolischen Regierung (es geht sowohl um das Ausmaß der Regierungskontrolle als auch um ökologische und soziale Fragen sowie um Korruptionsvorwürfe) und wegen des Verfalls des Kupferpreises stoppte Rio Tinto den Ausbau vorläufig. Über die geplante 45-jährige Lebensdauer des Bergwerks sollten in das Projekt 7,3 Mrd. US-Dollar investiert werden. Damit wäre es das größte Entwicklungsprojekt und das größte ausländische Investment in der Geschichte der Mongolei.